# 彌永昌吉
彌永 昌吉（いやなが しょうきち、1906年4月2日 - 2006年6月1日）は、日本の数学者。東京大学名誉教授。「弥永」と表記される場合もある。

## 経歴
1906年、東京府生まれ。東京府立第四中学校（現 東京都立戸山高等学校）卒業。同校では、犬井鉄郎（のち東大応用数学科教授）らと親しくしていた。四年修了での旧制第一高等学校受験にうっかりミスで失敗し、四中卒業後に一高に入学した。その間、秋山龍や森外三郎らの訳書である代数や幾何などの一般数学書や、アンリ・ポアンカレの「科学と仮説」に親しむ。同高校を卒業後、東京帝国大学理学部数学科に入学。高木貞治に師事して主に類体論について学ぶ。1929年、同大学を卒業。1931年から3年間にわたり、ドイツとフランスに留学した。1934年に帰国し、翌年東京大学理学部助教授。1936年、東京大学より理学博士の学位を取得、学位論文の題は「一般單項化定理に就て」。 
1942年から1967年まで東京大学理学部教授、1967年から1977年まで学習院大学教授。1970年フィールズ賞選考委員。1978年、日本学士院会員に選出された。
2006年6月1日、老衰のため満100歳にて死去。最晩年に至るまで、著書や論文を著した。

## 受賞・栄典
- 1976年：勲二等旭日重光章受章。
- 1980年：レジオンドヌール勲章受章。

## 研究内容・業績

### 数学者として
- 専門は整数論。単項化や分岐理論など、類体論の発展に多大な功績を残した。
- 日本の数学界の発展にも尽力し、後進の育成にもあたった。主な門下生に、義弟でもあるフィールズ賞受賞者の小平邦彦、第一回ガウス賞受賞者の伊藤清、岩澤理論の岩澤健吉、佐藤理論や佐藤超関数で知られる佐藤幹夫などがいる。幾何や解析など、自分の専門外の分野でも優れた弟子を数多く育てている。

### 数学教育への尽力
- 代数学、幾何学の分野にも関心を持ち、中学の先輩であり数学者である吉田洋一と共に、数学史の編纂に携わった。また、11ヶ国語前後の言語をマスターしていた。
- 小平邦彦らとともに東京書籍発行の算数・数学教科書の作成に関わったことも挙げられる（彌永が担当したのは1970年代後半まで）。

## その他
長野県軽井沢に別荘があった。彌永家ゆかりの別荘は、「旧彌永家別荘」として国の登録有形文化財に登録されている。

## 家族・親族
- 妹：小平セイ子

彌永の指導学生で数学者の小平邦彦の妻。小平は義理の弟になる。
- 長男：彌永健一

数学者。ジャン＝ピエール・セールの「数論講義」等を翻訳した。

## 著書

### 単著
- 『幾何学序説』 岩波書店、1974年 ISBN 4-00-005221-7
- 『岩波講座基礎数学 12-1』 岩波書店、1977年
- 『数の体系 上』 岩波書店、1979年 ISBN 4-00-416001-4
- 『数の体系 下』 岩波書店、1978年 ISBN 4-00-420043-1
- 『数学の歴史 現代数学はどのようにつくられたか1』 共立出版、1979年7月 ISBN 4-320-01271-2
- 『数学者の世界』 岩波書店、1982年8月 ISBN 4-00-005501-1
- 『Collected papers』 岩波書店、1994年2月 ISBN 4-00-005376-0
- 『ガロアの時代ガロアの数学 第1部』 シュプリンガー・ジャパン、1999年7月 ISBN 4-431-70688-7
- 『数学者の20世紀 弥永昌吉エッセイ集1941-2000』 岩波書店、2000年9月 ISBN 4-00-005522-4
- 『ガロアの時代ガロアの数学 第2部』 シュプリンガー・ジャパン、2002年8月 ISBN 4-431-70802-2
- 『若き日の思い出 数学者への道』 岩波書店、2005年6月3日 ISBN 4-00-006224-7

### 編著
- 『現代数学10 数論』 岩波書店、1969年6月 ISBN 978-4000054881
- 『考えながら読む数学教本 上』 朝倉書店、1991年10月 ISBN 4-254-11055-3
- 『考えながら読む数学教本 下』 朝倉書店、1993年1月 ISBN 4-254-11056-1

### 共著
- 『現代数学概説 1』 岩波書店、1961年7月 ISBN 4-000-05290-X （小平邦彦との共著）
- 『科学随筆全集5 数学と人生』 学生社、1962年
- 『現代数学演習叢書1 代数学』 岩波書店、1968年 （布川正巳との共同編集）
- 『応用数学者のための代数学』 岩波書店、1973年 （杉浦光夫との共著）
- 『代数学』 岩波書店、1976年 ISBN 4-00-021324-5 （彌永健一との共訳）
- 『現代数学対話』 朝倉書店、1986年11月 ISBN 4-254-11045-6 （佐々木力との共著）
- 『詳解 代数入門』 東京図書、1990年2月28日 ISBN 4-489-00317-X （有馬哲・浅枝陽との共著）
- 『集合と位相』 岩波書店、1990年12月 ISBN 4-00-007806-2 （彌永健一との共著）
- 『射影幾何学』 朝倉書店、2004年12月 ISBN 4-254-11696-9 （平野鉄太郎との共著）

### 訳書
- エドウィン・モイーズ 『数体系入門』 日新出版、1974年10月 ISBN 4-8173-0085-X
- ルシアン・シャンバダル 『ラルース 現代数学百科』 平凡社、1977年9月 ISBN 4-582-82505-2
- ルネ・トム 『構造安定性と形態形成』 岩波書店、1980年4月 ISBN 978-4000053600 （宇敷重広との共訳）
- ノーバート・ウィーナー 『サイバネティックス』岩波書店、新版・岩波文庫、2011年（池原止戈夫、室賀三郎、戸田巌との共訳）